# Валлада, Паулу
Антониу Гильерме Паулу Валлада (порт. António Guilherme Paulo Vallada; 1924, Порту, Порту — 9 июня 2006) — португальский политик, мэр Порту (1986—1990).

## Биография
В 1949 году окончил инженерно-строительный факультет Университета Порту. В 1950 году он поступил в аспирантуру Миланского политехнического института.
Свою профессиональную деятельность Валлада начал в 1950-х годах в Мозамбике, создав и управляя десятками успешных бизнес-проектов. В 1960-х годах одна из его компаний расширила свою деятельность на Анголу и Бразилию, в основном в области гражданского строительства.
В 1979 году Паулу Валлада возглавил Торговой ассоциации Порту. В 1982 году он был избран мэром Порту. В те годы были предприняты усилия по реализации проекта судоходства на реке Дуэро и созданию Городского парка Порту. Из-за болезни Валладу временно заменил Карлос Брито, советник Социал-демократической партии и бывший гражданский губернатор Порту.
Пауло Валлада является автором нескольких книг и колонок в ежедневной газете Jornal de Notícias.

## Награды
- Почётный рыцарь-командор Ордена Британской империи[1];
- Почётный рыцарь-командор Ордена Святых Михаила и Георгия[1];
- Кавалер промышленного класса Ордена Предпринимательских заслуг (2 декабря 1982 года)[1];
- Кавалер Ордена Заслуг (29 ноября 2004 года)[1].